# Synodus
Synodus – rodzaj drapieżnych, morskich ryb skrzelokształtnych z rodziny jaszczurnikowatych (Synodontidae).

## Klasyfikacja
Gatunki zaliczane do tego rodzaju:
| - Synodus binotatus - Synodus capricornis - Synodus dermatogenys - Synodus doaki - Synodus evermanni - Synodus falcatus - Synodus fasciapelvicus - Synodus foetens - Synodus fuscus - Synodus gibbsi - Synodus hoshinonis - Synodus houlti - Synodus indicus - Synodus intermedius – jaszczurnik średni - Synodus isolatus - Synodus jaculum - Synodus kaianus - Synodus lacertinus - Synodus lobeli - Synodus lucioceps - Synodus macrocephalus - Synodus macrops - Synodus marchenae | - Synodus mascarensis - Synodus mundyi - Synodus oculeus - Synodus orientalis - Synodus poeyi - Synodus pylei - Synodus randalli - Synodus rubromarmoratus - Synodus sageneus - Synodus sanguineus - Synodus saurus – jaszczurnik atlantycki - Synodus scituliceps - Synodus sechurae - Synodus similis - Synodus synodus – jaszczurnik miedziany, jaszczurnik - Synodus taiwanensis - Synodus tectus - Synodus ulae - Synodus usitatus - Synodus variegatus – jaszczurnik rafowy - Synodus vityazi |

Gatunkiem typowym jest Esox synodus (S. synodus).

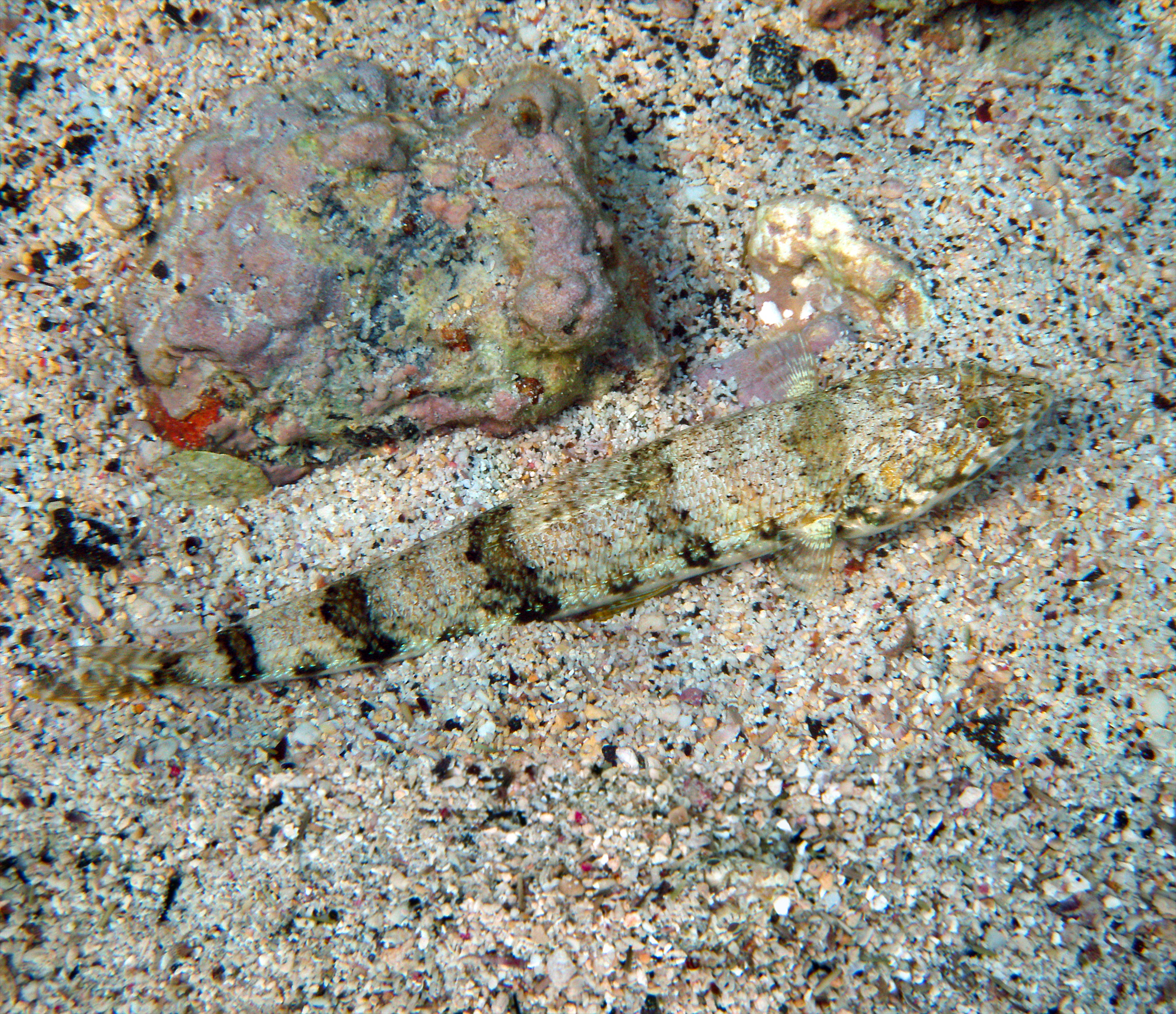
Synodus binotatus
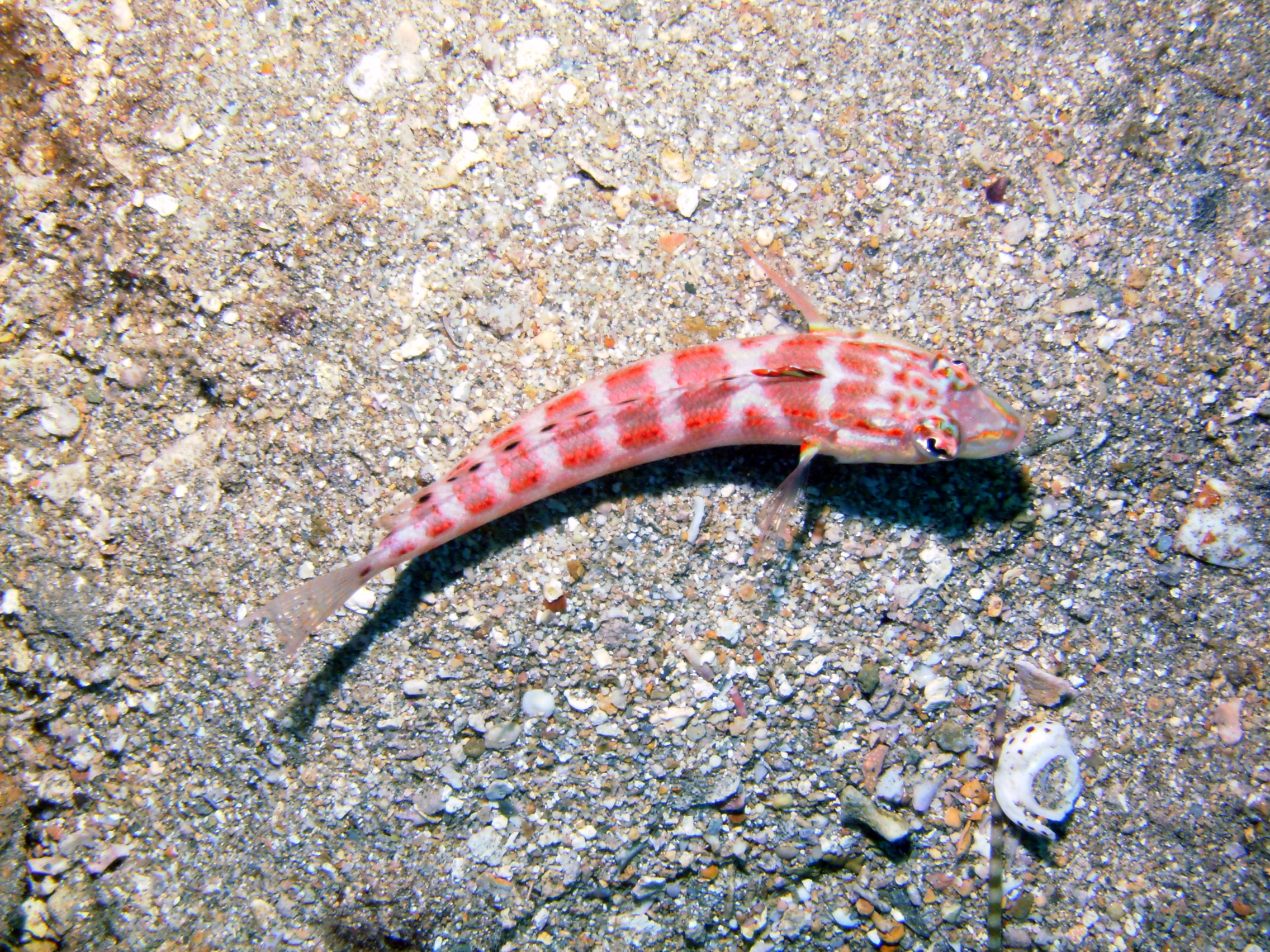
Synodus capricornis
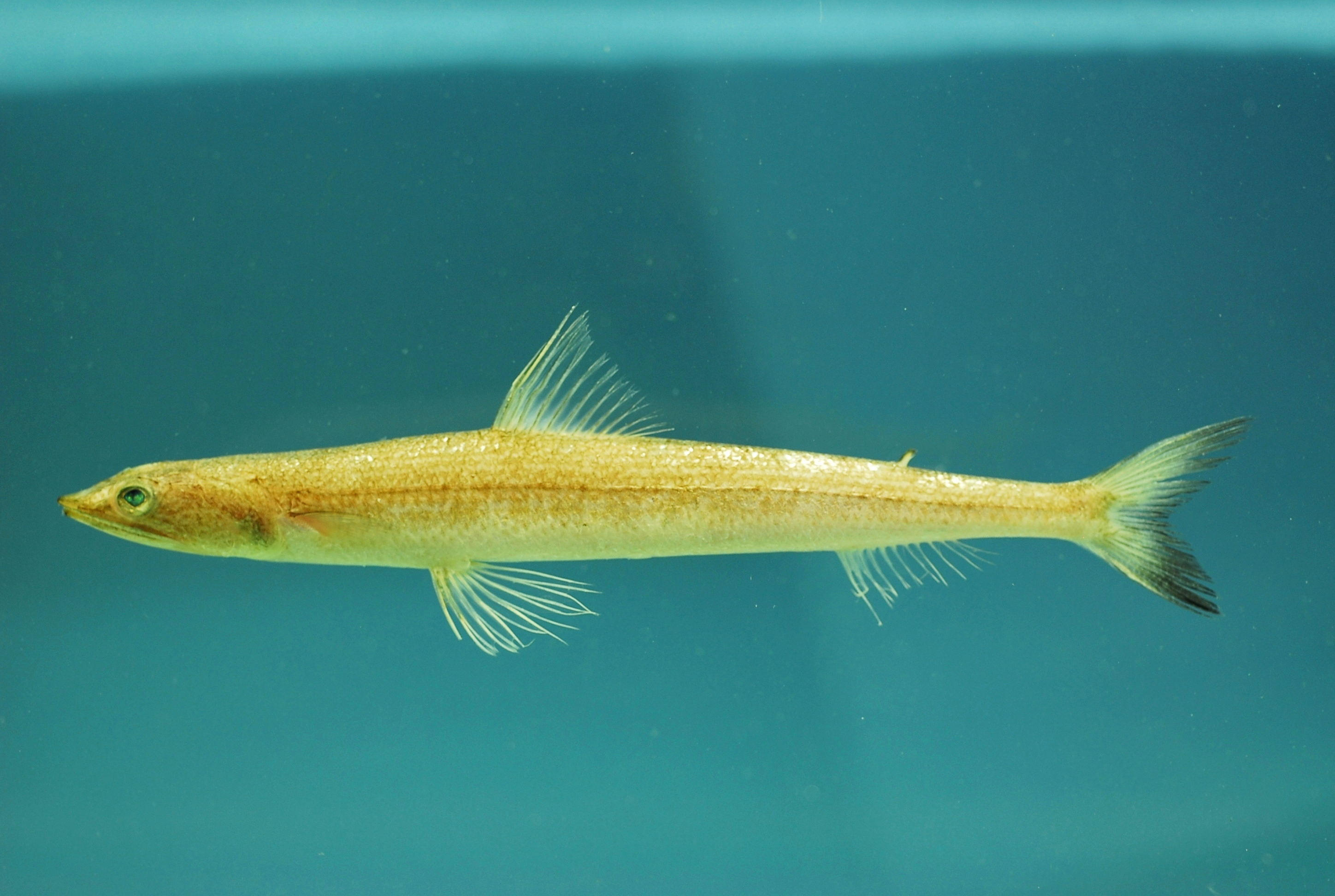
Synodus foetens
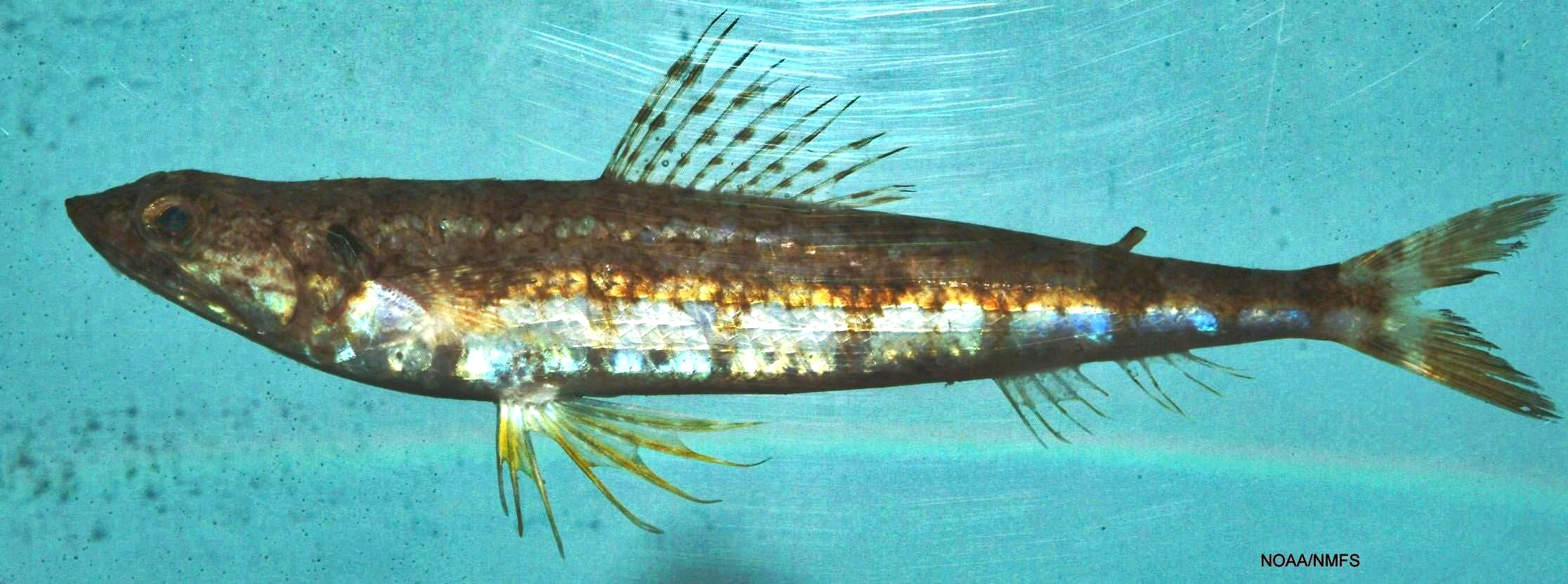
Synodus intermedius
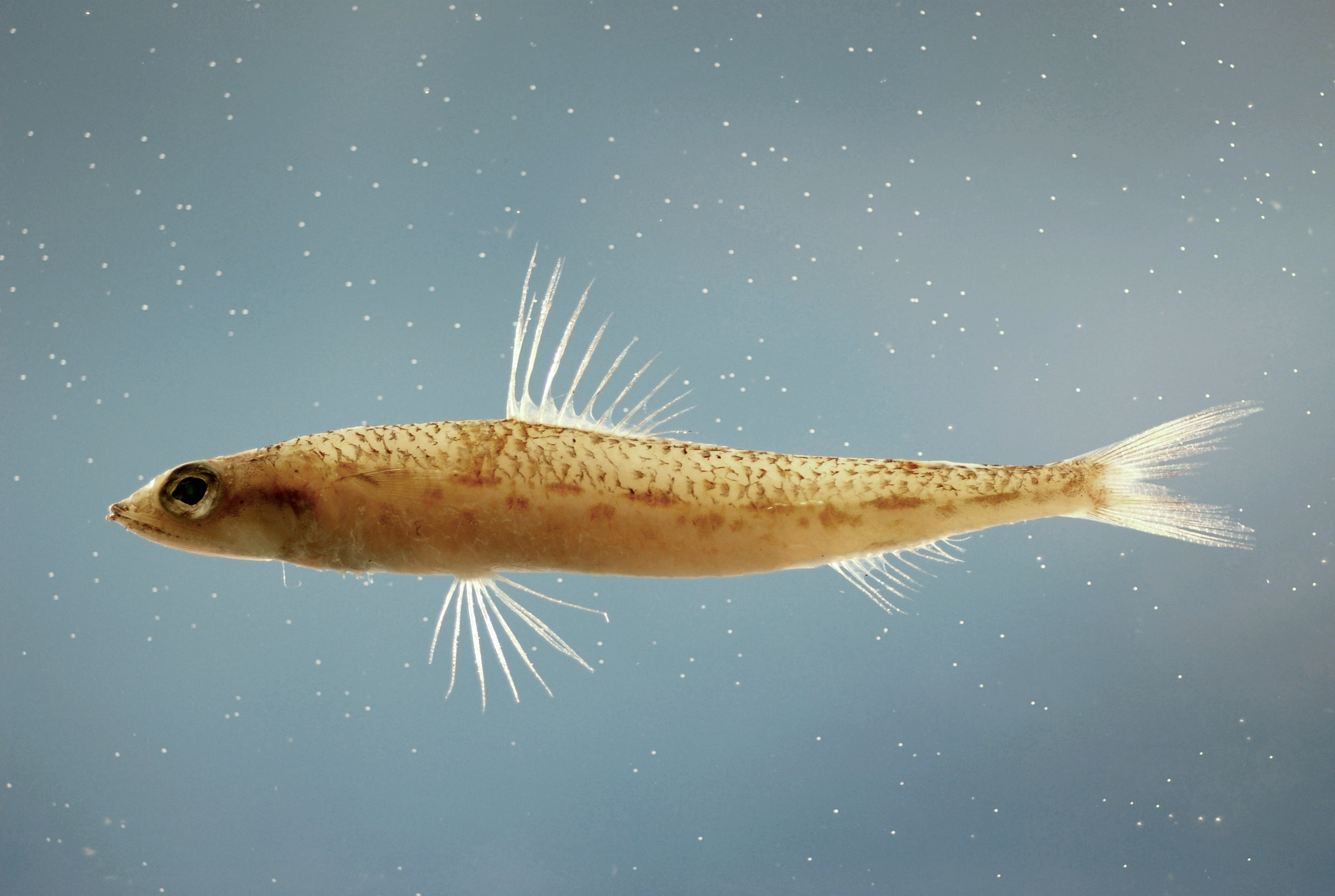
Synodus poeyi
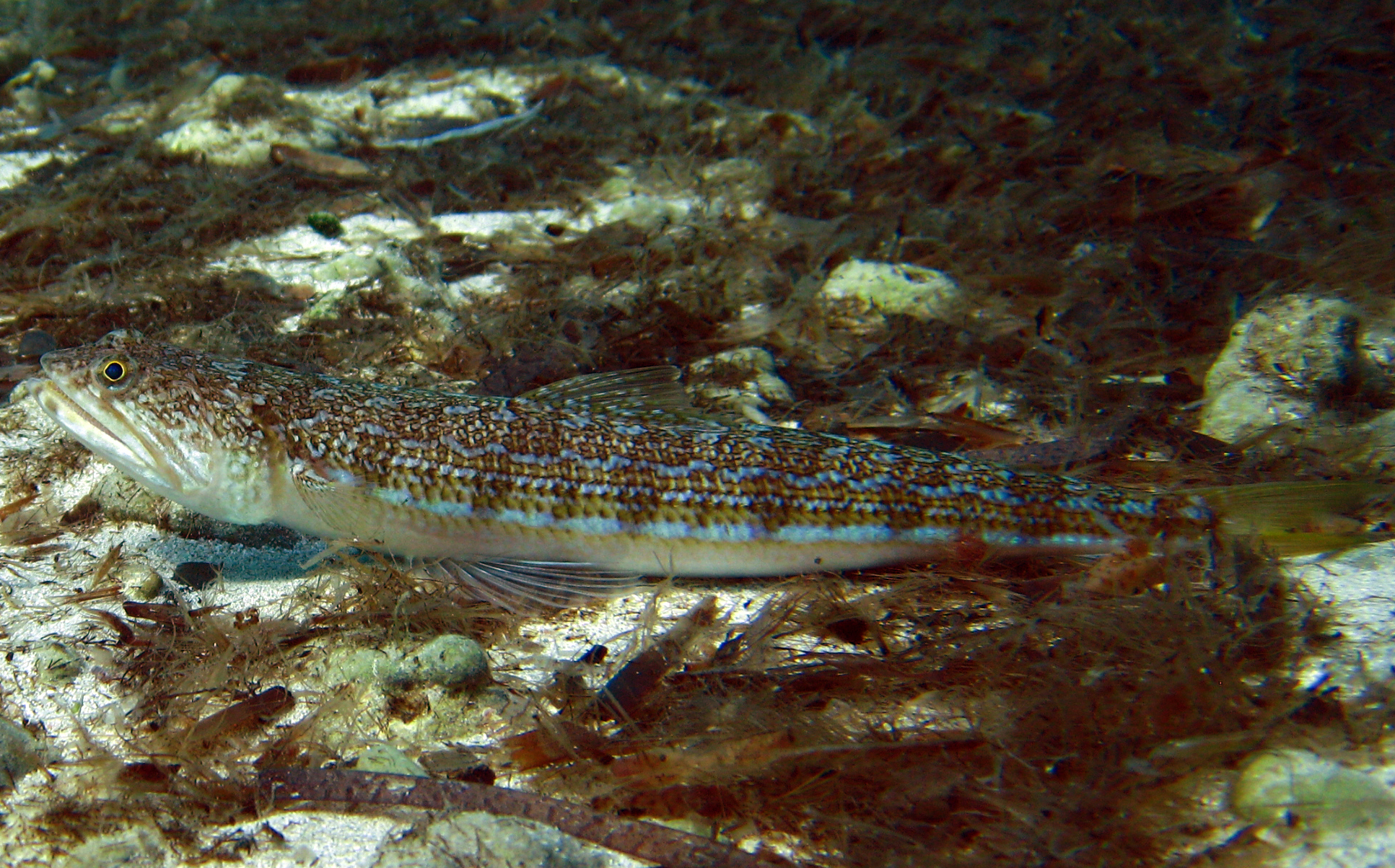
Synodus saurus
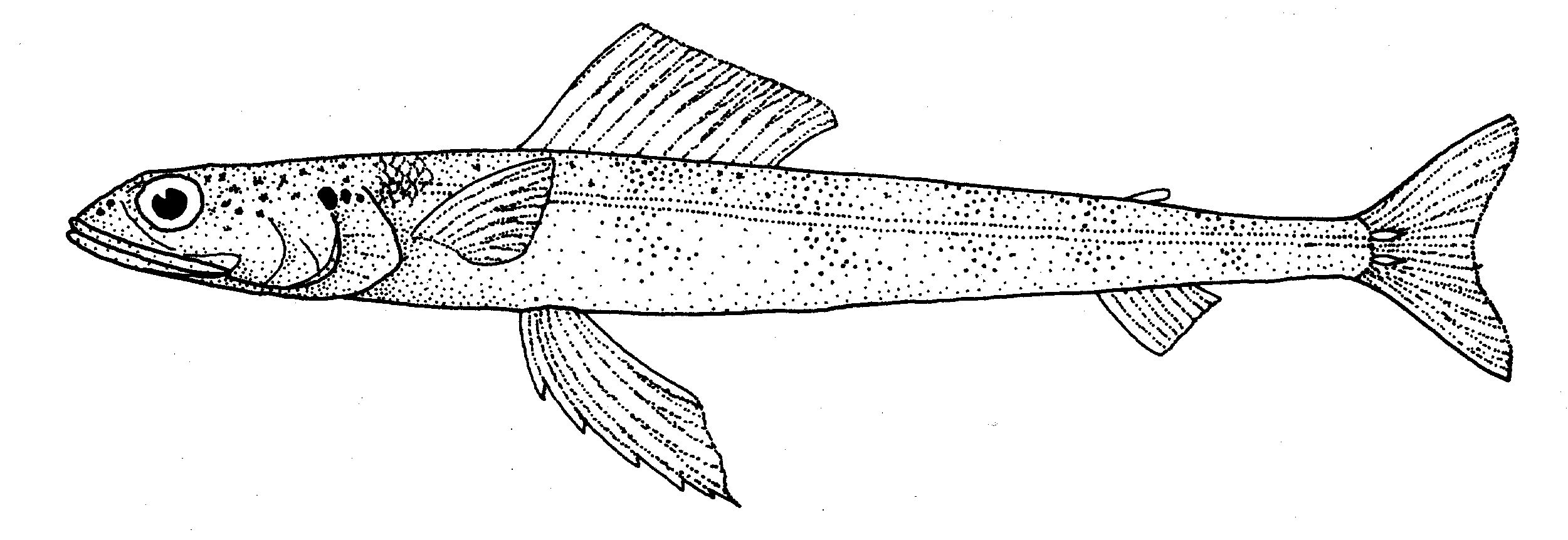
Synodus similis
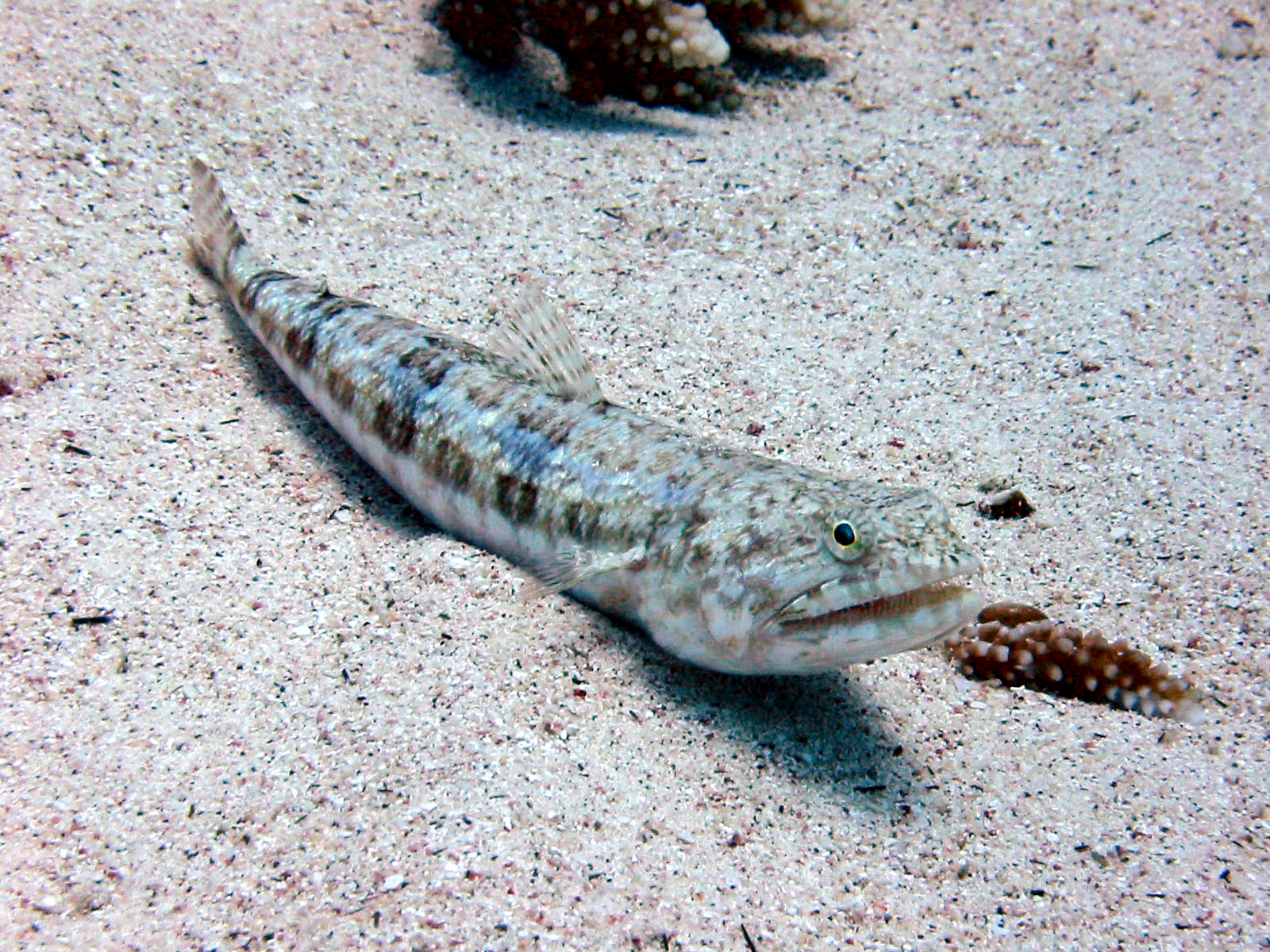
Synodus variegatus